# Kanton Saint-Dier-d'Auvergne
Kanton Saint-Dier-d'Auvergne (fr. Canton de Saint-Dier-d'Auvergne) je francouzský kanton v departementu Puy-de-Dôme v regionu Auvergne. Tvoří ho devět obcí.

## Obce kantonu
- Ceilloux
- Domaize
- Estandeuil
- Fayet-le-Château
- Saint-Dier-d'Auvergne
- Saint-Flour
- Saint-Jean-des-Ollières
- Tours-sur-Meymont
- Trézioux